# La Balme-d’Épy
La Balme-d’Épy ist eine Ortschaft und eine Commune déléguée in der französischen Gemeinde Val-d’Épy mit 51 Einwohnern (Stand: 1. Januar 2019) im Jura in der Region Bourgogne-Franche-Comté. 
La Balme-d’Épy ist heute ein Ortsteil der Gemeinde Val-d’Épy, in die sie mit Wirkung vom 1. Januar 2018 eingemeindet wurde. Die Gemeinde La Balme-d’Épy gehörte zum Arrondissement Lons-le-Saunier und zum Kanton Saint-Amour.

## Geographie
La Balme-d’Épy liegt rund 25 Kilometer nordöstlich von Bourg-en-Bresse. Die Nachbargemeinden waren 
- Florentia im Norden,
- Val Suran mit Villechantria im Osten und Bourcia im Süden,
- Val-d’Épy im Westen.

## Bevölkerungsentwicklung

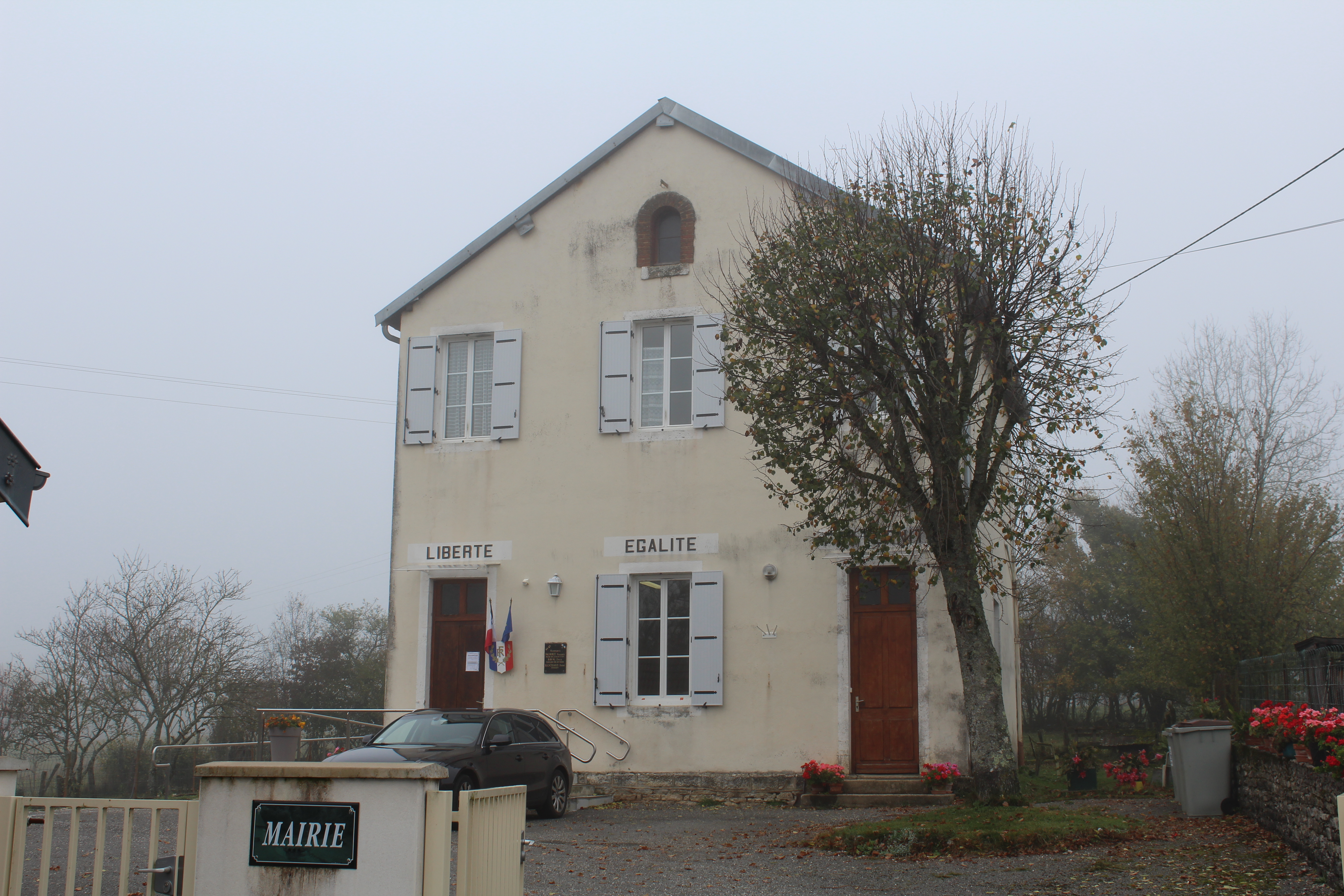
Ehemaliges Rathaus

| 1962 | 1968 | 1975 | 1982 | 1990 | 1999 | 2006 | 2007 | 2017 |
| ---- | ---- | ---- | ---- | ---- | ---- | ---- | ---- | ---- |
| 50   | 43   | 30   | 29   | 31   | 39   | 46   | 47   | 54   |